# Dorothy Truscott

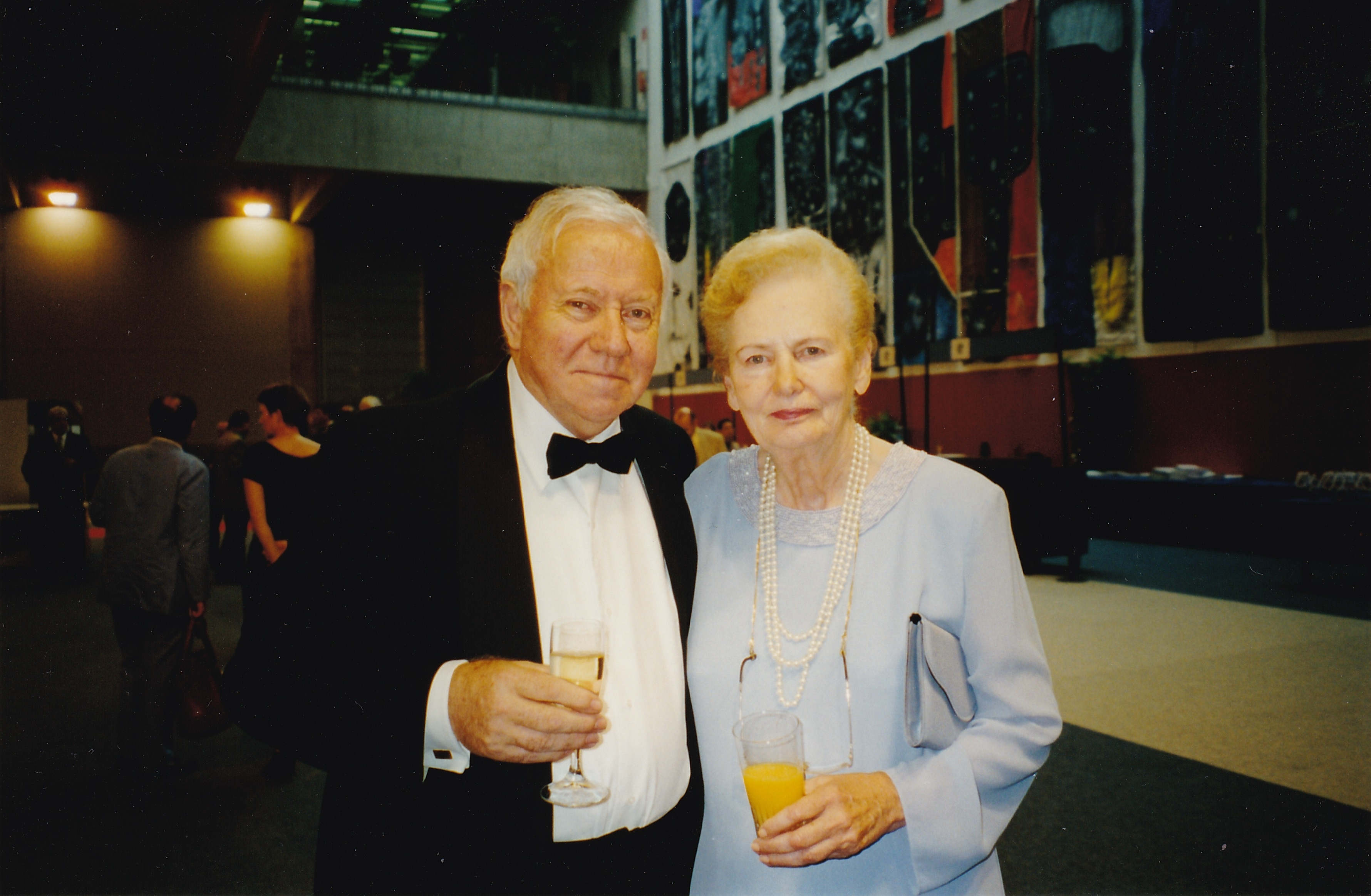
Alan en Dorothy Truscott

Dorothy Hayden Truscott-Johnson (New York, 3 november 1925 — New Russia (New York), 4 juli 2006) was een Amerikaanse professionele bridgespeelster. Jarenlang behoorde ze tot de top van de bridgesport en won ze diverse titels. Ook schreef ze een aantal boeken over dit kaartspel alsmede een historische roman genaamd Hell Gate over vroege kolonisten uit Nederland die zich vestigden in wat nu de New Yorkse wijk Harlem is.
Haar ouders waren bridgespelers en van hen leerde zij het spel. Na haar studies gaf ze korte tijd wiskunde-onderwijs, waarna ze een beroepsbridgespeelster werd.
Na twee keer gescheiden te zijn huwde ze in 1972 met Alan Truscott, een bekend Brits bridgespeler.
Dorothy Truscott overleed op 80-jarige leeftijd aan de ziekte van Parkinson.